# Turks-Zuid-Koreaanse betrekkingen
De Turks-Zuid-Koreaanse betrekkingen (Koreaans: 대한민국-터키 관계; Turks: Güney Kore-Türkiye ilişkileri) zijn de buitenlandse betrekkingen tussen Turkije en Zuid-Korea. Turkije heeft een ambassade in Seoul. Zuid-Korea een ambassade heeft in Ankara en een consulaat-generaal in Istanbul.

## Landenvergelijking
|                 | Turkije                                            | Zuid-Korea                                         |
| --------------- | -------------------------------------------------- | -------------------------------------------------- |
| Bevolking       | 82.017.514 (2020)                                  | 51.835.110 (2020)                                  |
| Oppervlakte     | 783.562 km²                                        | 100.188 km²                                        |
| Dichtheid       | 104,7/km² (2020)                                   | 517,4/km² (2020)                                   |
| Hoofdstad       | Ankara                                             | Seoul                                              |
| Regeringsvorm   | Presidentiële republiek - Parlementaire democratie | Presidentiële republiek - Parlementaire democratie |
| Officiële talen | Turks                                              | Koreaans                                           |
| BBP             | $ 766.509 miljard (€ 9.346 per persoon) (2018)     | $ 1.619.424 miljard ($ 31.346 per persoon) (2018)  |

## Geschiedenis
De eerste contacten kunnen getraceerd worden tot de oudheid, waarbij de Göktürks het oude Koreaans koninkrijk Goguryeo steunden tijdens hun expansie. Ook steunden de Turken hen tegen de Tang Chinese strijdkrachten, omdat zowel de Göktürks als Goguryeo bedreigd werden door Tang China. Hierbij vormden ze een economische en militaire alliantie. Göktürk-soldaten hielpen Goguryeo bij vele veldslagen, waaronder in de oorlog tegen Silla, dat een ander Koreaans koninkrijk was. Handel en correspondentie werden ook onderhouden via de klassieke zijderoute nadat een deel van de oude Oghuz-Turken naar het westen trokken en zich vestigden in de landen van Anatolië (tegenwoordig Turkije).
Zuid-Korea en Turkije hebben een langdurige relatie gehad die wordt gekenmerkt door sterke economische, culturele, diplomatieke en toeristische banden. Deze relaties zijn grotendeels terug te leiden op de vorming van de Zuid-Koreaanse natie, toen Turkse soldaten de Zuid-Koreanen tegen Noord-Koreaanse troepen hadden gesteund tijdens de Koreaanse oorlog. Van de 721 Turkse soldaten die in de veldslagen vielen, werden 462 begraven op de "Heroes 'Cemetery" in Busan. Gebaseerd op die wederzijdse gebaren en daden van vriendschap, wordt de relatie tussen de twee landen vaak aangeduid als "Koreaans-Turkse broederschap" (Turks: Kore–Türk dostluğu; Koreaans: 한국 – 터키 우정).

## Economische relaties
Beide landen zijn lid van de G20. In 2013 sloten beide landen een vrijhandelsovereenkomst.

## Militaire samenwerking
De Turkse Altay-tank, een nieuw militaire tank van de Turkse strijdkrachten, wordt ondersteund door de Zuid-Koreaanse Hyundai Rotem door het leveren van technische ondersteuning en assistentie.